# Primo Magnani
Primo Magnani, född 31 mars 1892 i Pavia, död 17 juni 1969 i Milano, var en italiensk tävlingscyklist.
Magnani blev olympisk guldmedaljör i lagförföljelse vid sommarspelen 1920 i Antwerpen.